# Wiktor Gawrikow
Wiktor Gawrikow (ur. 29 lipca 1957 w Criuleni, zm. 27 kwietnia 2016 w Burgasie) – litewski szachista i trener szachowy, arcymistrz od 1984 r., w latach 1993–1997 reprezentant Szwajcarii.

## Kariera szachowa
Pierwsze sukcesy zaczął odnosić pod koniec lat 70. W roku 1978 podzielił II miejsce (wraz z Siergiejem Dołmatowem) w młodzieżowych (do lat 26) mistrzostwach Związku Radzieckiego, rozegranych w Wilnie. W 1981 po raz pierwszy wystąpił w mistrzostwach ZSRR seniorów, zajmując we Frunze bardzo dobre, IV miejsce. W 1983 zdobył tytuł młodzieżowego mistrza ZSRR, zwyciężając w Jurmale oraz zwyciężył w międzynarodowym turnieju w Tbilisi. Rok później triumfował w Nałęczowie. Kolejny rok (1985) był najlepszym w jego karierze. Najpierw zwyciężył (wraz z Michaiłem Gurewiczem i Aleksandrem Czerninem) w rozegranym w Rydze finale mistrzostw ZSRR, a następnie wystąpił na turnieju międzystrefowym w Tunisie, będąc bardzo blisko awansu do grona pretendentów (w turnieju tym podzielił IV miejsce, a następnie rozegrał mecz barażowy z Aleksandrem Czerninem, któremu uległ 2½ – 3½ i odpadł z dalszych rozgrywek). W 1986 podzielił II miejsce w mistrzostwach ZSRR w Kijowie, natomiast w 1988 zdobył brązowy medal w I mistrzostwach Europy w szachach aktywnych w Gijón. W 1989 zwyciężył (wraz z Michałem Krasenkowem) w Budapeszcie oraz w Berlinie (turniej Berliner Sommer). W 1992 r. jedyny raz wystąpił na szachowej olimpiadzie. W 1993 podzielił I miejsce w Barcelonie oraz zwyciężył w Wohlen, natomiast w 1994 zajął I miejsce (przed Rafaelem Waganianem) w Biel/Bienne. W 1996 zwyciężył w finale indywidualnych mistrzostw Szwajcarii, rozegranym w Arosie, w 1999 zwyciężył (wraz z Jonathanem Speelmanem) w Katrineholmie, natomiast rok później podzielił I miejsce w Wilnie w rozegranych systemem szwajcarskim mistrzostwach Litwy. W 2001 zwyciężył w Göteborgu oraz zajął II miejsce (za Konstantinem Sakajewem) w memoriale Paula Keresa w Tallinnie.
Najwyższy ranking w karierze osiągnął 1 lipca 1995 r., z wynikiem 2605 punktów dzielił wówczas 50-59. miejsce na światowej liście FIDE, jednocześnie zajmując 2. miejsce (za Wiktorem Korcznojem) wśród szwajcarskich szachistów.
W latach 1980–1986 był trenerem Nany Aleksandriji, doprowadzając ją do zdobycia w 1981 r. tytułu wicemistrzyni świata.